# Вестерхолц
Вестерхолц (њем. Westerholz) општина је у њемачкој савезној држави Шлезвиг-Холштајн. Једно је од 134 општинска средишта округа Шлезвиг-Фленсбург. Према процјени из 2010. у општини је живјело 770 становника. Посједује регионалну шифру (AGS) 1059178.

## Географски и демографски подаци
Вестерхолц се налази у савезној држави Шлезвиг-Холштајн у округу Шлезвиг-Фленсбург. Општина се налази на надморској висини од 13 метара. Површина општине износи 14,7 km². У самом мјесту је, према процјени из 2010. године, живјело 770 становника. Просјечна густина становништва износи 52 становника/km².